# Aeroporto di Aalborg
L'aeroporto di Aalborg (IATA: AAL, ICAO: EKYT) è il terzo aeroporto danese, è situato vicino alla città di Aalborg.